# بورتون فرنسيس
بورتون فرنسيس (بالإنجليزية: Burton Francis)‏ هو لاعب اتحاد الرغبي جنوب أفريقي، ولد في 2 يناير 1987 في بارل ‏ في جنوب أفريقيا.

## وصلات خارجية
- بورتون فرنسيس عل موقع إسبنسكروم (الإنجليزية)
- بورتون فرنسيس على موقع ItsRugby.co.uk (الإنجليزية)